# Оливейра, Алоизиу ди
Алои́зиу де Оливе́йра (порт.-браз. Aloysio/Aloísio de Oliveira; Пустой шаблон {{ВД-Преамбула}} ) — бразильский музыкальный продюсер, поэт-песенник, певец и киноактёр.

## Биография
Алоизиу получил образование стоматолога, но никогда не занимался этой профессией. С раннего возраста у него были прочные отношения с музыкой. В 1929 году Алоизиу присоединился к группе Bando da Lua, и уже в 1931 году группа записал свой первый сингл, в котором он исполнил один из двух треков, самба «Tá de Mona».
Позже, в 1939 году, он отправился в Соединённые Штаты со своей группой, чтобы сопровождать Кармен Миранду (с которой у него были непродолжительные отношения). В 1940-х годах он начал работать с саундтреками Уолта Диснея в качестве консультанта (помог создать персонажа Жозе Кариоку), создавал документальные фильмы и озвучивал мультфильмы (реплики капитана Крюка на португальском в «Питере Пэне» написаны им).

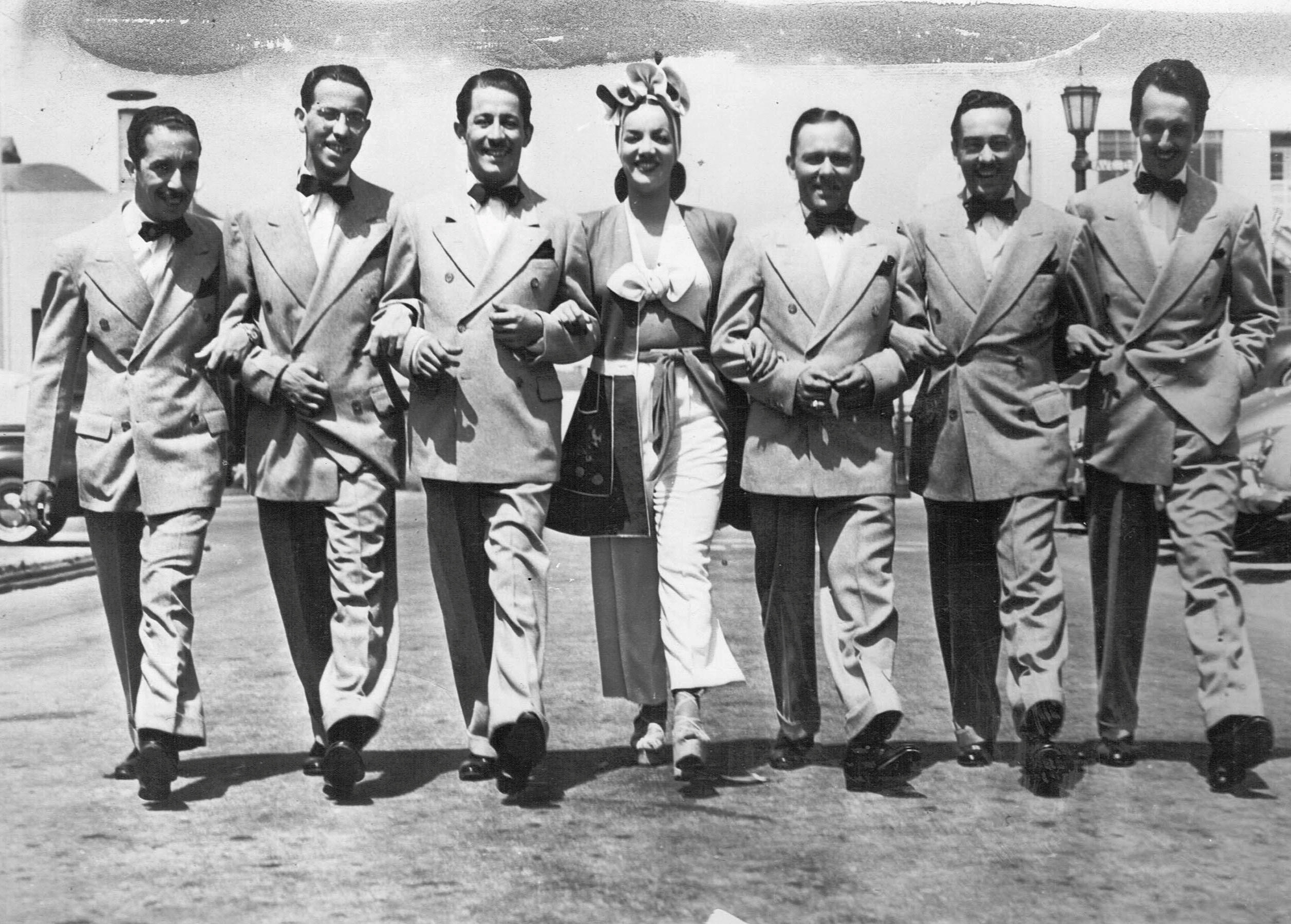
Группа Bando da Lua с Кармен Мирандой в 1942 году

В мультфильме «Салют, друзья!» (1942) он спел «Aquarela do Brasil» (Ари Баррозу). В мультфильме «Три кабальеро» принял участие как актёр. Оливейра также руководил Bando da Lua на новом этапе его существования, с 1949 по 1955 годы.
После смерти Миранды Алоизиу вернулся в Бразилию, где работал художественным руководителем Odeon Records (ныне EMI Records). В 1959 году он продюсировал дебютный LP-альбом Жуана Жилберту «Chega de saudade», с записью  одноимённой босса-новы А. К. Жобина. В следующем году он перешёл в Philips Records (ныне Universal Music), оставаясь там восемь месяцев. В 1963 году он женился на Силвии Теллис, певице, его подопечной, и основал свой собственный звукозаписывающий лейбл, Elenco, специализирующийся на дисках высокого художественного качества.
Алоизиу продюсировал несколько сольных альбомов Эду Лобу, Нары Леан, Наны Каймми, Винисиуса ди Морайса. В конце 1950-х и в 1960-е годы написал стихи к песням А. К. Жобина «Dindi», «Só tinha de ser com você», «Inútil paisagem» и «Eu preciso de você».
В 1968 году, когда Elenco был ликвидирован, Алоизиу вернулся в США, где продюсировал диски бразильских исполнителей в Warner Music. В 1972 году он вернулся в свою страну, работая музыкальным продюсером на различных лейблах, таких как Odeon, RCA Victor и Som Livre. Одиннадцать лет спустя, в 1983 году, он опубликовал мемуары De Banda pra Lua.
Алоизиу ди Оливейра умер 4 февраля 1995 года в Лос-Анджелесе, где прожил последние годы жизни, от рака легких в медицинском центре больницы Святого Иосифа, куда он поступал на лечение в ноябре 1994 года.